# Карцево (Сокольский район)
Карцево — деревня в Сокольском районе Вологодской области.
Входит в состав Двиницкого сельского поселения, с точки зрения административно-территориального деления — в Двиницкий сельсовет.
Расстояние по автодороге до районного центра Сокола — 54 км, до центра муниципального образования Чекшина — 16 км. Ближайшие населённые пункты — Богтюгское, Середнее, Косиково.
По данным переписи в 2002 году постоянного населения не было.